# Ray Stevenson
Ray Stevenson, właśc. George Raymond Stevenson (ur. 25 maja 1964 w Lisburn, zm. 21 maja 2023 w Lacco Ameno) – brytyjski aktor filmowy, teatralny i telewizyjny.

## Życiorys
Urodził się w Irlandii Północnej, jednak dorastał w Anglii. Jego ojciec służył w brytyjskim lotnictwie, matka pochodziła z Irlandii. Pracował jako projektant wnętrz. Kształcił się w szkole aktorskiej w Bristolu (Bristol Old Vic Theatre School).
Jako aktor związany był głównie z produkcjami telewizyjnymi. W 2004 zagrał rolę Dagoneta w Królu Arturze. Popularność przyniosła mu rola Tytusa Pullo w wyprodukowanym przez BBC i HBO serialu Rzym. W 2008 otrzymał główną rolę Punishera w filmie akcji Punisher: Strefa wojny. Występował także jako aktor teatralny, grał m.in. w teatrach londyńskich.

## Życie prywatne
W latach 1997–2005 był mężem aktorki Ruth Gemmell. Później jego partnerką życiową została Elisabetta Caraccia, z którą miał troje dzieci.

## Filmografia
- 1994: Miłość z wrzosowiska – Clym Yeobright
- 1998: Sztuka latania – Gigolo
- 2004: Król Artur – Dagonet
- 2005: Rzym – Tytus Pullo
- 2007: Outpost – DC
- 2008: Punisher: Strefa wojny – Frank Castle/Punisher
- 2009: Asystent wampira – Murlough
- 2010: Księga ocalenia – Redridge
- 2010: Policja zastępcza – Roger Wesley
- 2011: Zabić Irlandczyka – Danny Greene
- 2011: Thor – Volstagg
- 2011: Trzej muszkieterowie – Portos
- 2012: Dexter
- 2013: G.I. Joe: Odwet – Firefly
- 2013: Thor: Mroczny świat – Volstagg
- 2014: Niezgodna – Marcus Eaton
- 2016: Piraci – Edward Teach
- 2017: Cold Skin – Gruner
- 2017: Thor: Ragnarok – Volstagg
- 2018: Pan „Wypadek” – Big Ray
- 2019: Reef Break – Jake Elliot
- 2020: Wikingowie – Othere
- 2022: RRR – Scott Buxton
- 2022: Bez pamięci – Danny Mora
- 2022: Pan Wypadek: Wakacje zabójcy – Big Ray
- 2023: Ahsoka – Baylan Skoll